# Hôtel de la Monnaie (Vic-sur-Seille)

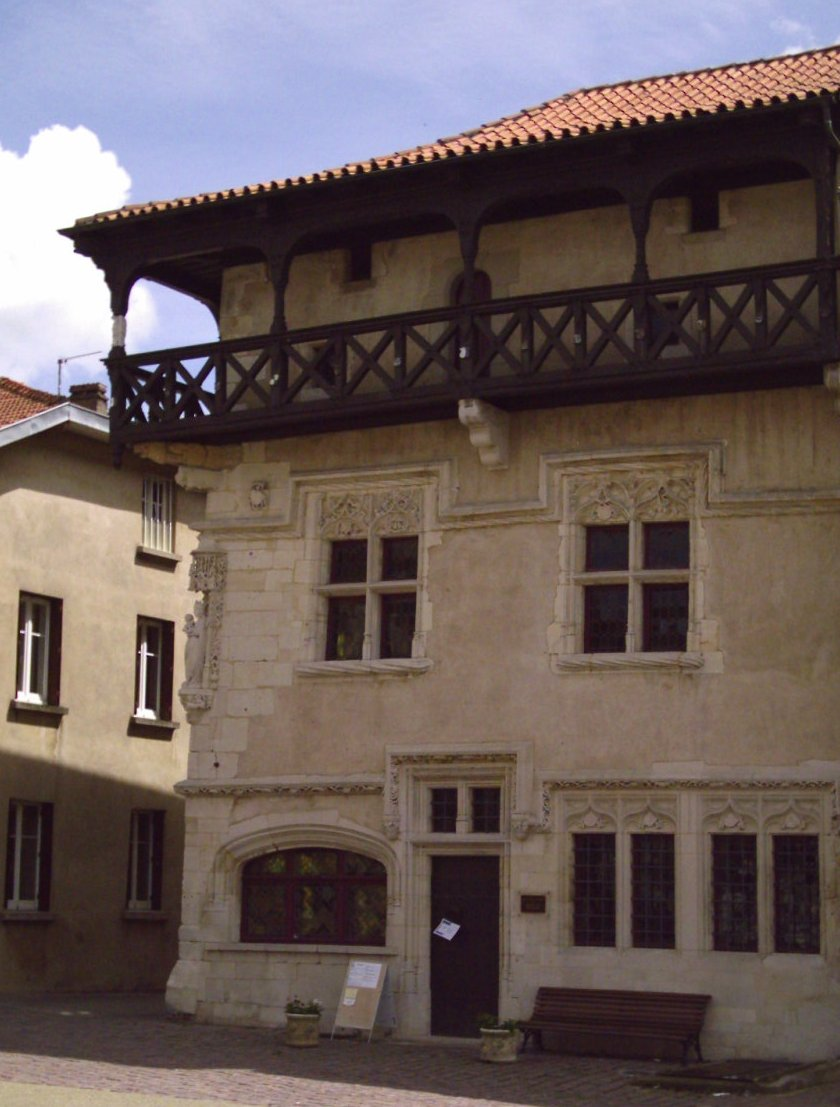
Hôtel de la Monnaie in Vic-sur-Seille

Das Hôtel de la Monnaie in Vic-sur-Seille, einer französischen Gemeinde Département Moselle in der historischen Region Lothringen, wurde zwischen 1456 und 1484 errichtet. Das Gebäude wurde von 1903 bis 1909 von der Regierung der Reichslande restauriert. Die „ehemalige bischöfliche Münze“ in der Rue Vignon wurde im Jahr 1930 als Monument historique in die Liste der Baudenkmäler in Frankreich aufgenommen.
Es ist nicht nachgewiesen, dass das Gebäude als Münzprägeanstalt diente. Vielmehr ist sicher, dass der Geldwechsler Hoffelize darin wohnte.
Das Hôtel de la Monnaie besitzt einen außergewöhnlichen Dekor im Stil der Flamboyantgotik mit ersten Anklängen an die Renaissance.
Franz Xaver Kraus schreibt: „...einer der interessantesten und best erhaltenen spätgothischen Privatbauten des Landes. Reizende spätgothische Fenster, Kreuzstöcke mit überaus schöner Maasswerkfüllung . An der Ecke Wasserspeier, darunter Nische mit reichem Baldachin, unter welchem eine spätgothische Statue der Madonna als Himmelskönigin auf der Mondsichel. (...) Zwei schöne Friese trennen die drei Stockwerke des Hauses.“

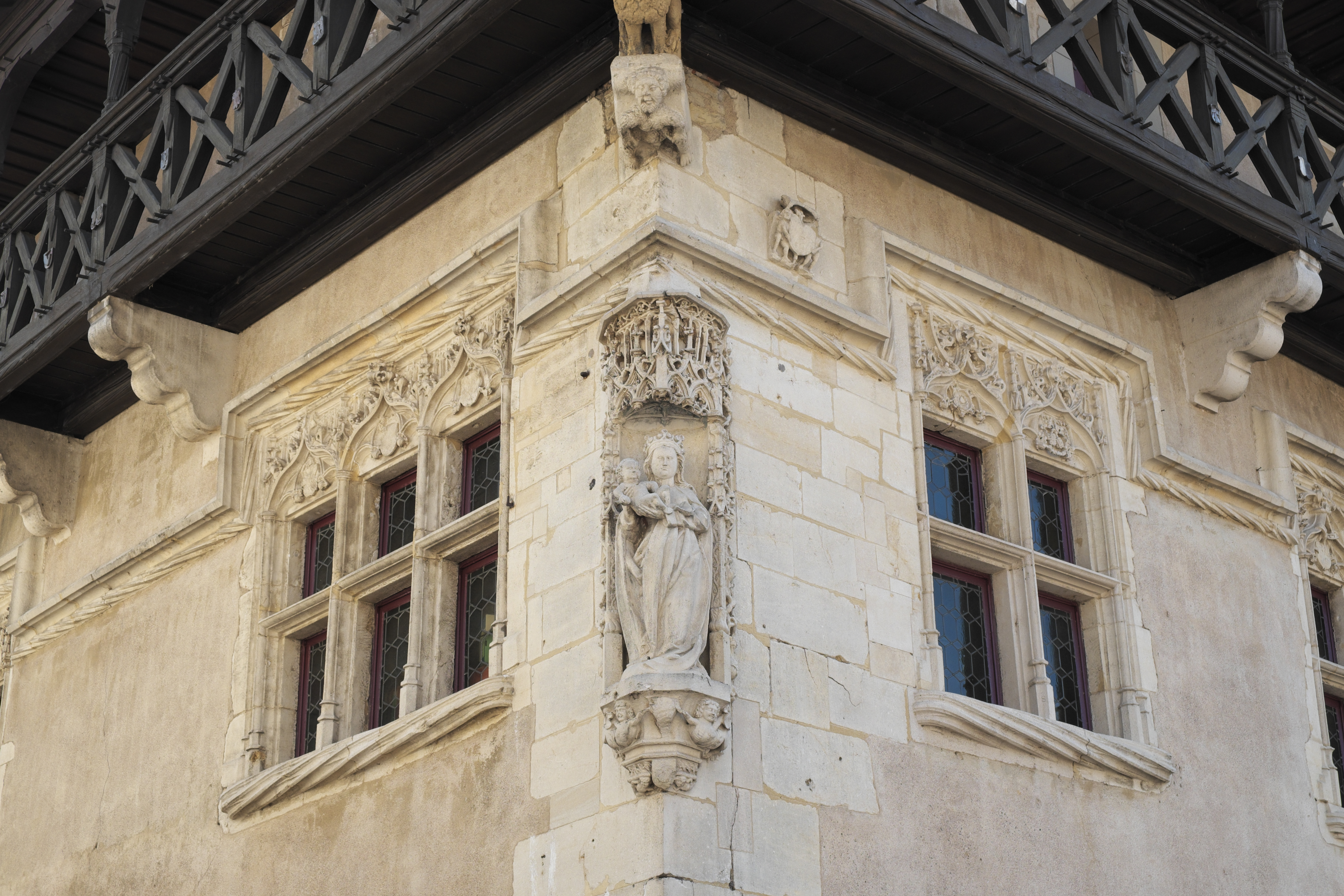
Madonna
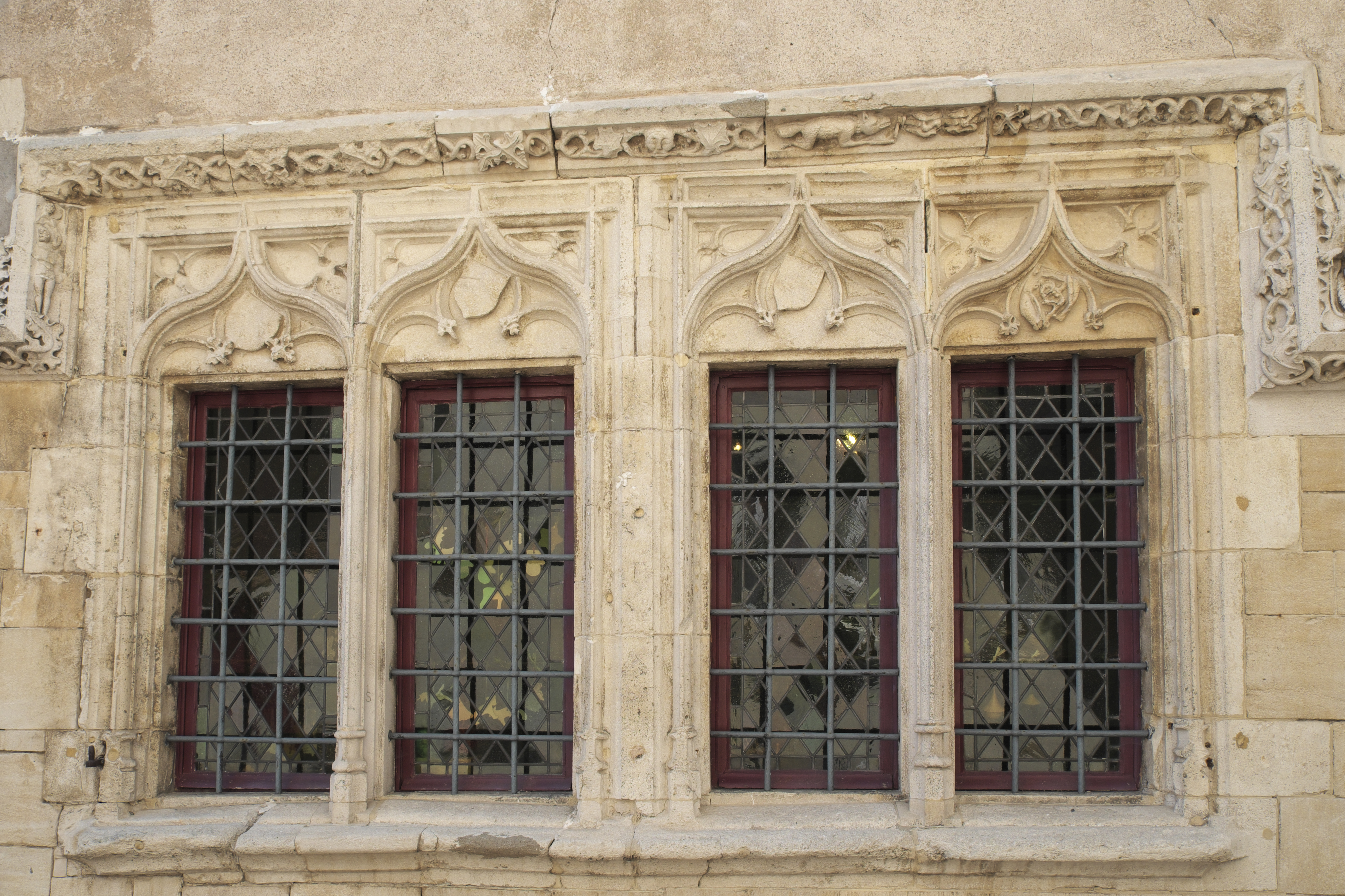
Vier gekoppelte Fenster
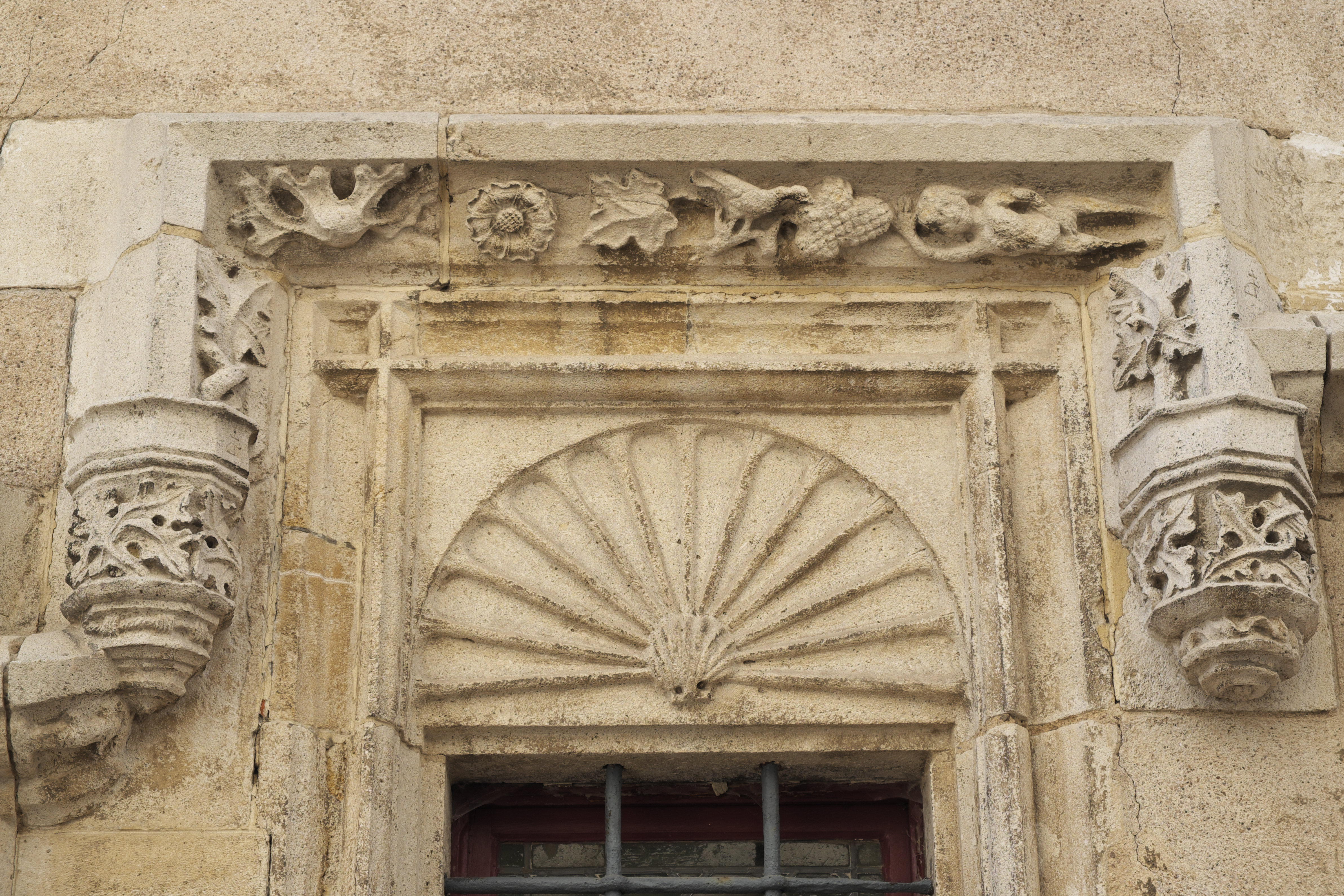
Detail über einem Fenster